# Sonya Walger
Sonya Walger (Londra, 6 giugno 1974) è un'attrice britannica, nota principalmente per l'interpretazione di Penny Widmore nella serie televisiva Lost e di Olivia in FlashForward.

## Biografia
Ha studiato letteratura inglese al Christ Church di Oxford, dove ha riscosso risultati molto positivi.
Ha interpretato Flic in Goodnight Sweetheart, una popolare sitcom inglese, e Donna Barnes in The Mind of the Married Man. Nella versione statunitense di Coupling, ha interpretato Sally Harper. Altri ruoli ricorrenti sono stati quelli nelle serie televisive Lost, Sleeper Cell e CSI: NY. Nel 2004, ha recitato nel ruolo di Nicole Noone nel film per la televisione The Librarian - Alla ricerca della lancia perduta.
Ha preso parte, nel 2007, della controversa serie TV della HBO Tell Me You Love Me - Il sesso. La vita. La serie ha guadagnato notorietà anche per l'estremo realismo nelle scene di sesso; sono frequenti, infatti, rapporti sessuali e masturbazioni. Proprio una masturbazione, effettuata dalla Walger, ha creato grandi polemiche.
Ha un ruolo anche in Terminator: The Sarah Connor Chronicles. È una dei protagonisti della serie televisiva di fantascienza FlashForward e nel 2016 appare nella serie televisiva di ShondaLand The Catch.

### Vita privata
Figlia di padre argentino e madre inglese, Sonya parla perfettamente, oltre all'inglese, anche lo spagnolo e il cingalese. Il tempo libero lo trascorre a Londra e a Buenos Aires. Vive a Los Angeles.

## Filmografia parziale

### Cinema
- Eisenstein, regia di Renny Bartlett (2000)
- The Search for John Gissing, regia di Mike Binder (2001)
- Caffeine, regia di John Cosgrove (2006)
- Sweet Nothing in My Ear, regia di Joseph Sargent (2008)
- The Factory - Lotta contro il tempo (The Factory), regia di Morgan O'Neill (2012)
- Admission - Matricole dentro o fuori (Admission), regia di Paul Weitz (2013)
- Cold Turkey, regia di Will Slocombe (2013)
- The Gambler, regia di Rupert Wyatt (2014)
- La gemella perfetta (The Good Sister), regia di Philippe Gagnon (2014)
- Summer of 8, regia di Ryan Schwartz (2016)
- Anon, regia di Andrew Niccol (2018)
- Alla fine ci sei tu (Then Came You), regia di Peter Hutchings (2018)
- Clementine, regia di Lara Gallagher (2019)
- New life, regia di John Rosman (2023)

### Televisione
- Heat of the Sun – miniserie TV, 1 episodio (1998)
- Mosley – serie TV, 1 episodio (1998)
- L'ispettore Barnaby (Midsomer Murders) – serie TV, episodio 1x03 (1998)
- The Vice – serie TV, 2 episodi (1999)
- L'arca di Noè (Noah's Ark), regia di John Irvin – miniserie TV, 2 puntate (1999)
- Goodnight Sweetheart – serie TV, 3 episodi (1999)
- Dangerfield – serie TV, 1 episodio (1999)
- All the King's Men, regia di Julian Jarrold – film TV (1999)
- Quello che gli uomini non dicono (The Mind of the Married Man) – serie TV, 20 episodi (2001-2002)
- Coupling – serie TV, 9 episodi (2003)
- CSI: NY – serie TV, 10 episodi (2004-2006)
- The Librarian - Alla ricerca della lancia perduta (The Librarian: Quest for the Spear), regia di Peter Winther – film TV (2004)
- Sleeper Cell – serie TV, 4 episodi (2005-2006)
- Lost – serie TV, 14 episodi (2006-2010)
- Numb3rs – serie TV, episodio 2x18 (2006)
- Tell Me You Love Me – serie TV, 10 episodi (2007)
- Sweet Nothing in My Ear, regia di Joseph Sargent – film TV (2008)
- Terminator: The Sarah Connor Chronicles – serie TV, 5 episodi (2008)
- FlashForward – serie TV, 22 episodi (2009-2010)
- In Treatment – serie TV, 3 episodi (2010)
- Law & Order - Unità vittime speciali (Law & Order: Special Victims Unit) – serie TV, episodio 13x20 (2012)
- Common Law – serie TV, 12 episodi (2012)
- Reception – serie TV, 2 episodi (2012)
- Parenthood – serie TV, 3 episodi (2013)
- The Looney Tunes Show – serie TV, 1 episodio (2013)
- Scandal - serie TV, episodi 4x03-4x05 (2014)
- Elementary – serie TV, episodio 3x02 (2014)
- Power – serie TV, 4 episodi (2014-2015)
- The Leftovers - Svaniti nel nulla (The Leftovers) – serie TV, episodio 2x06 (2015)
- Scorpion – serie TV, episodio 2x09 (2015)
- Criminal Minds: Beyond Borders – serie TV, episodio 1x09 (2016)
- The Catch – serie TV, 20 episodi (2016-2017)
- Ghosted – serie TV, episodio 1x06 (2017)
- Get Shorty – serie TV, 6 episodi (2018)
- For All Mankind – serie TV, 15 episodi (2019-2022)

## Doppiatrici Italiane
Nelle versioni in italiano delle opere in cui ha recitato, Sonya Walger è stata doppiata da: 
- Roberta Greganti in L'arca di Noè, Lost, CSI: NY  (ep. 2x17, 2x24) , FlashForward, Elementary
- Sabrina Duranti in Tell Me You Love Me - Il sesso. La vita, Terminator: The Sarah Connor Chronicles, The Catch
- Simona D'Angelo in Anon
- Chiara Colizzi in Quello che gli uomini non dicono
- Anna Cugini in La gemella perfetta
- Franca D'Amato in Common Law
- Eleonora De Angelis in The Librarian - Alla ricerca della lancia perduta
- Claudia Razzi in CSI: NY  (ep. 1x08)
- Melina Martello in CSI: NY  (ep. 1x09, 1x12-13, 1x16-17, 1x19, 1x22)
- Daniela Abbruzzese in Sleeper Cell
- Laura Lenghi in In Treatment
- Daniela Calò in Law & Order - Special Victims Unit
- Monica Ward in Numb3rs
- Giò Giò Rapattoni in Power
- Elisabetta Spinelli in Alla fine ci sei tu
- Patrizia Scianca in Scandal
- Guendalina Ward in For All Mankind